# Klin, Rusija
Klin (rusko Клин, dobesedno klin) je mesto in upravno središče Klinskega rajona v Moskovski oblasti v Rusiji, ki leži 85 km severozahodno od Moskve. Leta 2010 je imelo meto 80.585 prebivalcev.
V Klinu je velika tovarna piva, ki proizvaja Klinskoje pivo.
V mestu je nogometni klub Himik, ki igra v moskovski oblastni ligi. Hokejski klub Titan Klin igra v 2. ligi hokeja na ledu VHL.
Skozi mesto potekata avtocesta Moskva–Sankt Peterburg M10 in železnica Moskva–Sankt Peterburg.

## Zgodovina
Mesto je znano od leta 1317. Leta 1482 je skupaj z ostankom Velike tverske kneževine postalo del Velike moskovske kneževine. Status mesta prejme prejme leta 1781.
Klin so kratko zavzeli Nemci med bitko za Moskvo leta 1941. Nemška zasedba je trajala od 23. novembra do 15. decembra 1941. Kmalu za tem sta mesto obiskala britanski zunanji minister Anthony Eden in sovjetski veleposlanik v Združeno kraljestvo Ivan Majski v času Ednove prve diplomatske misije v Moskvi.
V času hladne vojne je bilo v mestu vojaško zračno oporišče Sovjetskega vojnega letalstva.

## Arhitektura in kultura
Mesto je najbolj znano po prebivališču Pjotra Iljiča Čajkovskega, čigar hiša, Hiša Čajkovskega-Muzej je odprta za obiskovalce kot muzej. V tem kraju je skladatelj napisal svoje zadnje veliko delo, 6. simfonijo ali "Pathetique".
Med več cerkvami sta najbolj opazni tista iz 16. stoletja in baročna katedrala vstajenja (1712).